# Pierre de Carcavi
Pierre de Carcavi (n. c. 1603 la Lyon - d. 1684 la Paris) a fost un matematician francez, care a îndeplinit și funcția de secretar al Bibliothèque nationale de France în perioada lui Ludovic al XIV-lea.
A fost și membru în Consiliul de Stat și consilier în Parlamentul din Toulouse, unde l-a cunoscut pe Pierre Fermat, devenind buni prieteni.
A fost ales ca arbitru de către Blaise Pascal la decernarea premiului celor care vor rezolva "problemele cicloidei", propuse de Pascal.
1. ↑  MacTutor History of Mathematics archive, accesat în 22 august 2017
2. 1 2 3  Complete Dictionary of Scientific Biography[*] Verificați valoarea |titlelink= (ajutor)
3. 1 2 3  Autoritatea BnF, accesat în 10 octombrie 2015
4. ↑  Pierre de Carcavi, annuaire prosopographique: la France savante, accesat în 9 octombrie 2017
5. ↑  The Galileo Project
6. ↑  „Pierre de Carcavi”, Gemeinsame Normdatei, accesat în 22 decembrie 2014
7. 1 2 3 4  MacTutor History of Mathematics archive
8. ↑  „Pierre de Carcavi”, Gemeinsame Normdatei, accesat în 31 decembrie 2014